# Evropské fórum křesťanských LGBT skupin

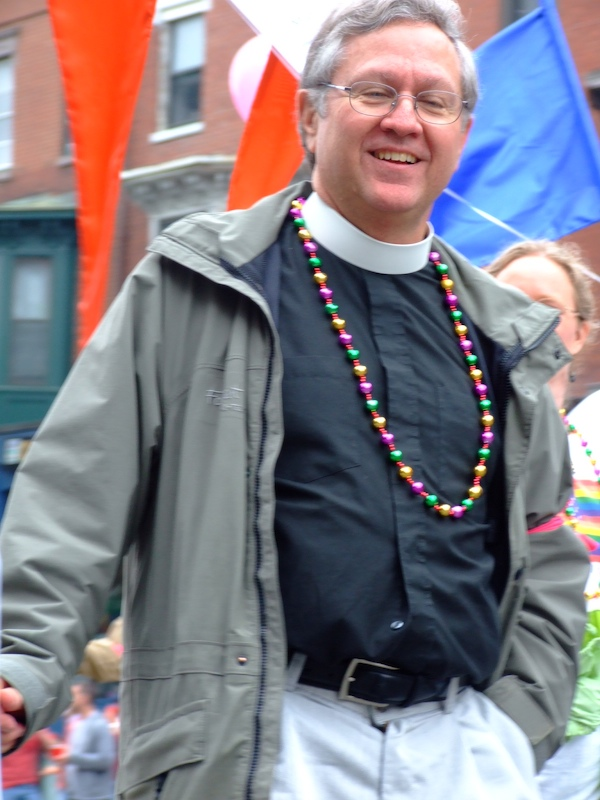
Ilustrativní snímek: Episkopální kněz účastníkem gay-pride průvodu v roce 2007 v Bostnu, tedy spíše než v Anglii v Americe.

Evropské fórum křesťanských LGBT skupin (anglicky: European Forum of LGBT Christian Groups, či přesněji European Forum of Lesbian, Gay, Bisexual and Transgender Christian Groups) je organizace pro vzájemnou pomoc a výměnu informací mezi národními organizacemi křesťanských gayů, leseb, bisexuálů a translidí.

## Historie a aktivity
Organisace byla založena v roce 1982 šestnácti členy z pěti států v Paříži. Za cíl si položila sdružení co nejvíce podobných organisací, kontakt na vysoké úrovni s Evropskou radou církví a Světovou radou církvi, zvýšení spoluúčasti žen a pomoc potřebným skupinám ve Střední a Východní Evropě.
K jeho představitelům kupříkladu patřili Brenda Harris (Velká Británie), v roce 2008 ženská co-presidentka; Arthur Thiry (Švédsko), v roce 2008 mužský co-president; Randi O. Solberg, v roce 2005 mužský co-president a v roce 2008 tajemník (Norsko, Německo).
Od roku 1982 uspořádalo fórum konference v Albanu Laziale (2018), Amsterdamu (1984, 2012), Antverpách (1985), Barceloně (2010), Basileji (2002), Berlíně (2011), Bratislavě (1994), Canterbury (2019), Curychu (1992, 2022), Časté a částečně i na jejím hradě Červený Kameň (1994), Driebergenu (1991, 1995), Edinburghu (2000), Frankfurtu nad Mohanem (1987, 1998), Gdaňsku (2017), Göteborgu (2016), Ghigo di Prali (1989), Haarlemu (2003), Heemskerku (2003), Helsinkách (2009), Hööru (1993), Järvenpää (2009), Leuenbergu, nejspíše vrchu v Hölsteinu (2002), Londýně (1988), Malmö (1993), Mauloff (1987), Männedorfu (1992), některé z francouzských obcí jménem Merville (2015), Oslu (1986, 1996, 2005), Otwocku (2001), Paříži (1982), Píle (1994), Rize (2006), Římě (2018), St Albans (2008), Stockholmu (2004), Štrasburku (1983, 1990, 2007), Tallinnu (2014), Turíně (1989), Toulouse (1997), Utrechtu (1991, 1995), Uxbridge (1988), Varšavě (2001), Vídni (1999) a Zugu (2012), ba i online pořádáno z Maďarské republiky (2020), či z Nizozemského království (2021).
V roce 2006 bylo fórum účastníkem konference Světové rady církví v Brazilské federativní republice.

## Členské organizace[27]
- Belgické království
  - La Communauté du Christ Libérateur[28]
- Česká republika
  - Logos Praha, bývalý člen od roku 1997[11] až nejméně do roku 2001[29]

- Estonská republika
  - Geikristlaste Kogu (GK)[30][31]
- Finská republika
  - Arcus[32]
  - Metropolitan Community Church (MCC) Suomi[33]
- Francouzská republika
  - David et Jonathan, spolek sdružující LGBT křesťany[34]
- Chorvatská republika
  - NeprocjenjivA[35][36]
- Italská republika
  - Cammini di Speranza[37]
  - Gruppo del Guado, tedy skupina Brodu, kterým míněn brod přes Jabok, byla členem v roce 2008[38]
  - Progetto Gionata[39]
  - R.E.F.O. – Rete Evangelica Fede e Omosessualità[40]

- Island
  - Triarhopur samtakanna 78,[38] tato skupina byla členem v roce 2008
- Lotyšská republika
  - Atvērtā Evanģēliskā Draudze, tato otevřená evangelická církev, registrovaná jako ATVĒRTĀ EVAŅĢĒLISKĀ DRAUDZE[41] v lotyšské Rize od úředního založení 28. července 2004 do úředního zrušení 1. července 2009,[41] byla členem v roce 2008

- Maltská republika
  - Drachma LGBTI[42]
- Maďarská republika
  - Mozaik Közösség[43]
- Moldavská republika
  - HomoDiversus (HD)[44][45][46]
- Spolková republika Německo
  - AG (Arbeitsgemeinschaft) Schwule Theologie e.V.[47][48]
  - Labrystheia, Netzwerk lesbischen Theologinnen und theologisch interessierter Lesben,[49] dříve Netzwerk lesbischen Theologinnen in und nach der Ausbildung
  - Maria und Martha Netzwerk (MuM)[50]
  - Netzwerk Katholischer Lesben (NkaL)[51]
  - Ökumenischen Arbeitsgemeinschaft Lesben und Kirche (LuK)[52]
  - Ökumenische Arbeitsgruppe Homosexuelle und Kirche (HuK) e.V.[53]
  - Projekt: schwul und katholisch in der Gemeinde Maria Hilf[54]
  - Queerubim. Erster überregionaler queerer Chor für Geistliche Musik und mehr[55]
  - Zwischenraum[56]

- Nizozemské království
  - ChristenQueer[57]
  - Landelijk Koördinatie Punt groepen Kerk en Homoseksualiteit,[58] či jinak Landelijke Koepelorganisatie van de christelijke LHBT-beweging in Nederland (LKP)
  - Netwerk Verkeerd Verbonden, tato skupina byla členem v roce 2008
  - Werkgroep Homoseksualiteit OCNV, tato skupina byla členem v roce 2008
  - Werkverband van Katholieke Homo-Pastores (WKHP)[59][60]
  - Werkverband van Queer Theologen,[61][62] do roku 2009[63] Werkverband van Homo Theologen[64]

- Norské království
  - Åpen Kirkegruppe[65] for Lesbiske og homofile[66]

- Polská republika
  - Ecumenical Lesbian and Gay Christian Group “Berit”, tato skupina byla členem v roce 2008
  - Fundacja Wiara i Tęcza[67]

- Rakouská republika
  - Homosexuelle und Glaube (HuG) Wien, ekumenická skupina založená v roce 1990[68]

- Ruská federace
  - Nuntiare et Recreare,[69] petrohradská skupina založená roku 2000
  - Свет Мира,[70] moskevská skupina Světlo světa pracující od roku 2009
- Slovenská republika
  - Ganymedes, tato skupina byla členem v roce 2008, kdy šlo o Hnutie za rovnoprávnosť homosexuálnych občanov GANYMEDES,[8][9][10] tedy hnutí založené roku 1990[71][72][73], spíše než o Hnutie za rovnoprávnosť homosexuálnych občanov Ganymedes Košice založené roku 1995[74]
  - SIGNUM – Dúhoví kresťania, toto občanské sdružení LGBT+ křesťanů a křesťanek[75] bylo úředně založeno roku 2019[76]

- Španělské království
  - Área de Asuntos Religiosos de la FELGTB[77]
  - Associació Cristiana de Gais i Lesbianes[78] de Catalunya[79]
  - Cristianas y Cristianos de Madrid LGTB+H (Crismhom)[80]
  - Ichthys, cristian@s LGBT+H de Sevilla[81]

- Švédské království
  - Riksförbundet EKHO - ekumeniska grupperna för kristna hbtq-personer[82]

- Švýcarská konfederace
  - Chrétien-ne-s et Homosexuel-le-s (C+H)[83]
  - Christliche Organisation von Lesben (CooL)[84]
  - Lesbische und Schwule Basiskirche, Basel (LSBK)[85]
  - Zwischenraum[56]
- Spojené království Velké Británie a Severního Irska
  - Anglican Clergy Consultation, byla členem v roce 2008
  - Changing Attitude, byla členem v roce 2008
  - Courage, byla členem v roce 2008
  - Gathering Voices[86]
  - Evangelical Fellowship for Lesbian and Gay Christians, byla členem v roce 2008
  - Lesbian and Gay Christian Movement (od června 2017 přejmenováno na OneBodyOneFaith),[87][88] bylo členem v roce 2008
  - LGBT Catholics Westminster Pastoral Council[89]
  - Metropolitan Community Church (MCC) North London
  - Quest[90]
  - Roman Catholic Caucus, byl členem v roce 2008
  - The Sibyls. A Christian Spirituality Group for Transgender People[91][92]